# Jean-Baptiste Pillement

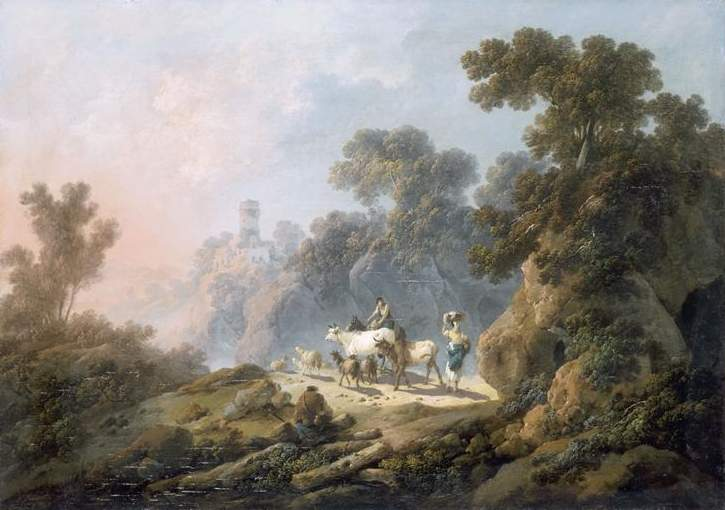
Jean-Baptiste Pillement: Paysage avec troupeau (Louvre)

Jean-Baptiste Pillement (Lyon, 24 de Maio de 1728— Lyon, 26 de Abril de 1808) foi um pintor e decorador francês, conhecido pela delicadeza e requinte das paisagens que pintou e pela influência que teve, através das gravuras executadas a partir dos seus desenhos, na expansão do estilo Rococó e do gosto pela chinoiserie através da Europa. Publicou diversas obras sobre arte e sobre técnicas decorativas, para além de um valioso volume de memórias.

## Biografia
Em 1745, com apenas 17 anos de idade, partiu para Espanha e Portugal, aí se empregando como decorador e pintor. Iniciava assim uma das carreiras mais cosmopolitas de qualquer artista europeu da sua época, partindo para um périplo que o levaria às principais cidades europeias, de Lisboa a São Petersburgo.
Em Portugal foi-lhe oferecido o título de pintor real, que ele recusou. Apesar disso, dedicou vários anos a trabalhar para a realeza portuguesa e para diversos membros da aristocracia e do grande comércio, entre os quais o cônsul neerlandês em Lisboa, então o conhecido coleccionador de arte Jan Gildemeester, para quem trabalhou no Palácio de Seteais, onde decorou o salão hoje designado por Sala Pillement.
Entre 1754 e 1762 fixou-se em Londres, onde publica a sua primeira obra sobre o estilo de desenho chinês e introduz na Europa o gosto pela chinoiserie. Durante este período deixa-se inspirar pela obra de Nicolaes Berchem e ganha gosto pela pintura de paisagens bucólicas e artificiais, então muito populares em Inglaterra, tornando-se num dos mais apreciados decoradores do tempo. Entre os seus patrocinadores contou-se o famoso actor David Garrick e a sua mulher Eva Maria Weigel, de origem austríaca, que coleccionam boa parte da sua produção pictórica daquela época.
Em 1762 partiu de novo, iniciando por Viena uma longa tournée pela Europa, executando obras por encomenda das casas reais ou de ricos aristocratas. Trabalhou entre 1762 e 1765 no Kaiserhof de Viena, deixando ali algumas das suas mais bem conseguidas obras.
Em 1765 partiu para Varsóvia com o objectivo de decorar o Palácio Real e o Castelo Ujazdowski, o seu maior projecto de sempre, encomendado por Stanisław August Poniatowski, trabalho que o ocupou até 1767.
Também trabalhou em São Petersburgo, em diversas localidades do Piemonte, incluindo Turim, e em Milão, Roma e Veneza.
De volta a Paris, foi em 1778 nomeado pintor da rainha Maria Antonieta, executando múltiplas pinturas decorativas no Petit Trianon.
Na década de 1780 regressa a Portugal, onde funda uma escola, fixando-se pouco depois em Espanha. Foi nesta fase que pintou as suas mais belas paisagens.
Regressado a França em 1789, abandonou Paris após o desencadear da Revolução Francesa, vivendo durante alguns anos em Pézenas, no Languedoc.
A perda de favor do estilo rococó que resultou da Revolução atingiu duramente Pillement, que viu a suas encomendas desaparecerem. Passou então a trabalhar na sua cidade natal de Lyon, desenhando padrões para as manufacturas de seda ali existentes e dando lições privadas de pintura até se empregar na Academia de Desenho ali fundada por Napoleão Bonaparte.
As ilustrações de Pillemente são uma combinação fantástica de pássaros, flores, borboletas e outros elementos faunísticos e florísticos com grandes figuras humanas e elementos orientalistas retirados do estilo da chinoiserie. Os seus desenhos foram utilizados por gravadores e decoradores para impressão sobre cerâmica, porcelana, prata, papel e tecidos diversos, incluindo os destinados a papel-de-parede.
Interessado pelas tecnologias utilizadas nas artes decorativas, Pillement desenvolveu em 1764 um novo método de impressão sobre seda, utilizando cores de fixação rápida, técnica que descreve nas suas memórias. Foi também pioneiro na publicação e venda de gravuras isoladas, criadas para serem comercializadas sem fazerem parte de um álbum, o que era então a norma.
Publicou múltiplos álbuns, o mais conhecido dos quais é Œùvre de fleurs, ornements, cartouches, figures et sujets chinois, que apareceu ao público em 1776.
Faleceu em Lyon, na pobreza e no esquecimento.

## Obras

### Pintura
- Bergers devant un vaste horizon, Lyon, Musée des Beaux-Arts
- Bergers près d’un arbre, Lyon, Musée des Beaux-Arts
- Chinois pêchant à la ligne, Dijon, Musée National Magnin
- Halte de bohémiens, Toulouse, Centre Culturel Municipal
- Les Chèvres, Bordeaux, Musée des Beaux-Arts
- Les Lavandières, Bordeaux, Musée des Beaux-Arts
- Marine par gros temps, Bordeaux, Musée des Beaux-Arts
- Muletiers italiens, Rouen, Musée des Beaux-Arts
- Paysage a la cascade, berger, Bordeaux, Musée des Beaux-Arts
- Paysage a la cascade, Caen, Musée des Beaux-Arts
- Paysage a la cascade, pêcheurs, Bordeaux, Musée des Beaux-Arts
- Paysage au berger, Caen, Musée des Beaux-Arts
- Paysage au pont, pêcheur et berger, Bordeaux, Musée des Beaux-Arts
- Paysage au pont, pêcheur et lavandière, Bordeaux, Musée des Beaux-Arts
- Paysage avec troupeau, Paris, Musée du Louvre (Département des Peintures)
- Paysage, chaumière près d'une rivière, Caen, Musée des Beaux-Arts
- Paysage, Dijon, Musée des Beaux-Arts
- Paysage, Dijon, Musée des Beaux-Arts
- Paysage, pont sur la rivière, Caen, Musée des Beaux-Arts
- Pêcheurs au bord d'un torrent, Bordeaux, Musée des Beaux-Arts
- Pont rustique appuyé sur des rochers, Lyon, Musée des Beaux-Arts

### Desenho
- Chinoiserie, Marseille, Musée Grobet-Labadié
- Deux paysages italiens avec paysans et troupeaux traversant un gué, Paris, Musée du Louvre (Département des Arts Graphiques)
- Fleurs ideales, Lyon, Musée des Arts Décoratifs
- Groupe de bergers, Paris, Musée du Louvre (Département des Arts Graphiques)
- Jardin en terrasse, Marseille, Musée Grobet-Labadié
- L'Automne, Paris, Musée du Louvre (Département des Arts Graphiques)
- Le Moulin, Marseille, Musée Grobet-Labadié
- Le Printemps, Paris, Musée du Louvre (Département des Arts Graphiques)
- L'Été, Paris, Musée du Louvre (Département des Arts Graphiques)
- L'Hiver, Paris, Musée du Louvre (Département des Arts Graphiques)
- Paysage : bord d'un étang, avec arbres et personnages, Paris, Musée du Louvre (Département des Arts Graphiques)
- Paysage à la paysanne, Marseille, Musée Grobet-Labadié
- Paysage anime, Marseille, Musée Grobet-Labadié
- Paysage aux pins, Marseille, Musée Grobet-Labadié
- Paysage de montagne : sur une plate-forme, un berger et deux femmes, Paris, Musée du Louvre (Département des Arts Graphiques)
- Paysage de montagne : sur une route, un homme sur un âne, Paris, Musée du Louvre (Département des Arts Graphiques)
- Paysage de neige, Lyon, Musée des Arts Décoratifs
- Paysage, Paris, Musée du Louvre (Département des Arts Graphiques)
- Paysage, Paris, Musée du Louvre (Département des Arts Graphiques)
- Paysans dans les ruines, Marseille, Musée Grobet-Labadié
- Pêcheur à la ligne, Marseille, Musée Grobet-Labadié